# Moraba serricornis
Moraba serricornis är en insektsart som beskrevs av Walker, F. 1870. Moraba serricornis ingår i släktet Moraba och familjen Morabidae. Inga underarter finns listade i Catalogue of Life.